# Бейла (мифология)
Бе́йла (др.-сканд. Beyla) — в скандинавской мифологии служанка бога Фрейра.

## Этимология
Бейла — одна из тех фигур, для интерпретации образа которых необходимо обратиться к этимологии их имён, но проблема состоит в том, что она до сих пор так и не прояснена. Происхождение и значение слова Beyla в древнескандинавском языке остаётся спорным; как варианты переводов предлагаются: «девушка, смотрящая за коровами» (от др.-сканд. baula), «маленькая пчела» (от др.-в.-нем. *bíu-ilō) или «госпожа Фасоль» (от др.-в.-нем. *baunilō).

## Бейла в древнескандинавских источниках
Бейла упоминается в тексте «Старшей Эдда» («Перебранка Локи», предисловие и строфы 55-56), где она называется в числе присутствующих на пиру богов. После того, как она объявила о появлении бога грома Тора, Локи ответил ей следующим образом: 

«Ты, Бейла, молчи!

Ты, жена Бюггвира,

мрази вместилище

выродок ты

меж богами великими,

скотница грязная!»

В других эддических текстах Бейла более не встречается.

## Интерпретации и мнения
Несмотря на её однократное упоминание в древнескандинавских источниках, Бейла привлекала немалое внимание со стороны исследователей скандинавской мифологии. Мнения о её роли существенно расходятся: Бейла может выступать покровительницей скотоводства, виночерпием богов-асов, духом-защитником, ипостасью Фрейра, воплощающей плодородие скота или пчёл, олицетворением дрожжей или пены пивного напитка, либо попросту выдумкой автора «Перебранки Локи», стремившегося расширить своё произведение за счёт новых персонажей. Отмечалось известное сходство между образами Бейлы и римской богини плодородия, богатой жатвы и посевов Опы, а советский филолог Стеблин-Каменский, кроме того, относил Бейлу к группе персонажей эддических мифов, личная индивидуальность которых ограничивается собственными именами и их отношением к другому персонажу (в данном случае Фрейру).
В паре Бюггвир-Бейла среди прочего видели:
- два ложных солнца, прислуживающих Фрейру как солнечному божеству[16],
- дуновения лета, слегка сгибающие ветки и стебельки[17],
- воздушных эльбов, олицетворяющих качание волн при тихой погоде[18],
- персонификацию мельничных отходов и навоза — двух элементов, использовавшихся в сельском хозяйстве для удобрения почвы и поэтому считавшихся преданными слугами бога плодородия Фрейра[16][19]
- мирных крестьян из окружения бога земледелия Фрейра[20].

Данная в «Эдде» информация о Бейле крайне скупа; неясно, в частности, какие именно проступки ставил ей в вину Локи и почему он называл её «грязной». Возможно, что брошенное ей обвинение в отсутствии целомудрия как-то связано с чувственным характером культа Фрейра, к окружению которого Бейла относится. Вероятно, присутствие Бейлы на пиру богов ограничивалось ролью прислуги, поэтому она раньше всех и увидела входящего Тора, так как сидела у дверей в зал.
Французский лингвист, мифолог и филолог Жорж Дюмезиль, посвятивший Бейле и её мужу Бюггвиру отдельную работу, считал её олицетворением пчелы, несущей мёд, необходимый для изготовления медовых напитков (как, в свою очередь, Бюггвир-Ячмень участвовал в производстве пива).